# Шкали тропічних циклонів
Шкали тропічних циклонів — шкали, що застосовуються для опису сили тропічних циклонів. Кілька з таких класифікацій, що засновуються на максимальних постійних вітрах, прийнято за офіційні у різних океанських басейнах регіональними спеціалізованими метеорологічними центрами, що відповідають за прогнозування тропічних циклонів у цих басейнах. Існує також кілька альтернативних класифікацій, що засновуються на кількості збереженої у циклоні енергії, швидкості розсіювання енергії, кінетичний енергії циклону та інших властивостях.
Тропічні циклони, що утворюються на півночі Атлантичного або на сході Тихого океанів, класифікуються за шкалою ураганів Саффіра-Сімпсона. На заході Тихого океану тропічні циклони класифікуються за шкалою Метеорологічної служби Японії. На півночі Індійського океану для класифікації застосовується шкала Індійського метеорологічного департаменту. На південному заході Індійського океану вони класифікуються за шкалою центру Метео-Франс на Реюньйоні. На південному заході Індійського океану і на півдні Тихого тропічні циклони класифікуються за австралійською шкалою, яку застосовують австралійське Бюро метеорології і метеорологічна служба Фіджі.
Рекомендоване Всесвітньою метеорологічною організацією (WMO) визначення максимальних постійних вітрів, яке застосовується більшістю метеорологічних служб світу, вимагає усереднення швидкості вітру на висоті 10 м над поверхнею за 10-хвилинний період. Проте, шкала ураганів Саффіра-Сімпсона засновується на швидкості вітру, усередненій за 1-хвлинний період на висоті 10 м над поверхнею. Індійський метеорологічний департамент усереднює дані за 3-хвилинний період, а австралійська шкала заснована одночасно на 3-секундних поривах вітру і максимальних постійних вітрах за 10-хвилинний період. Ця різниця у визначенні ускладнює пряме порівняння тропічних циклонів різних басейнів.

## Атлантичний і східний Тихий океани
В Атлантичному океані та у Тихому океані на схід від антимеридіану використовується шкала ураганів Саффіра-Сімпсона. За попередження про тропічні циклони у цих океанських басейнах відповідають Національний ураганний центр (Північноатлантичний і Північно-східний тихоокеанський басейни) та Центральнотихоокеанський ураганний центр (Північно-центральний тихоокеанський басейн).
У цих океанських басейнах тропічні циклони із максимальними постійними вітрами до 38 миль/год (34 вузли, 17,2 м/с) класифікують як «депресії» (англ. Tropical Depression, Subtropical Depression). До наступної категорії — «тропічні шторми» — відносять тропічні циклони зі швидкістю вітру до 64 вузлів (74 миль/год або 119 км/год), які вже отримують власну назву. Якщо тропічний шторм посилюється та досягає швидкості вітру понад 64 вузли, його класифікують як «ураган» (англ. Hurricane).
Шкала Саффіра-Сімпсона має п'ять категорій ураганів, перша характеризується найменшими вітрами, а п'ята — найбільшими. Тропічні циклони, що досягають порогу 73 миль/год, але не досягають 96 миль/год (83 вузли, 43 м/с) класифікують як урагани 1-ї категорії. Сильніші тропічні циклони із вітрами до 111 міль/год (96 вузлів, 49 м/с) класифікуються як урагани 2-ї категорії. Сильніші тропічні циклони, тобто починаючи з 3 категорії, отримують назву «сильного урагану» (англ. major hurricane). До ураганів 4 категорії відносять тропічні циклони із швидкістю вітрів від 131 миль/год (114 вузлів, 58 м/с) до 156 миль/год (136 вузлів, 70 м/с). Сильніші тропічні циклони категоризують до 5 категорії.
Шкала ураганів Саффіра-Сімпсона була спочатку створена як для сили вітрів, так і до висоти штормових припливів. Однак, оскільки взаємовідношення між цими явищами непостійне та залежить від інших обставин, варіант шкали, що застосовується зараз, заснований лише на швидкості вітру.
Хоча категорія тропічних циклонів за цією шкалою зростає із швидкістю вітру, руйнівний ефект він циклону необов'язково зростає із збільшенням категорії. Залежно від типу території, густоти населення та кількості опадів, збитки від тропічного циклону можуть істотно відрізнятися для двох тропічних циклонів рівної сили. Так, ураган 2 категорії, що пройде через велику міську агломерацію, майже завжди призводить до більших жертв і руйнувань, ніж ураган 5 категорії, що не вийде за межі сільських районів. Навіть тропічні циклони доураганної сили можуть викликати численні жертви та руйнування, особливо унаслідок повеней та зсувів.
Історично в цих районах також застосовувався термін «великий ураган» (англ. great hurricane) для позначення тропічних циклонів із вітрами швидкістю понад 125 миль/год (110 вузлів, 56 м/с), великим радіусом (понад 100 миль або 160 км) та значними руйнуваннями. Однак із запровадженням шкали Саффіра-Сімсона на початку 1970-тих років, термін вийшов з ужитку.

## Західний Тихий океан
Тропічні циклони, що формуються між 100° і 180° східної довготи у Північній півкулі, класифікуються регіональним спеціалізованим метеорологічним центром в Токіо (RSMC Tokyo), підрозділом Метеорологічного управління Японії. Метеорологічне управління Японії використовує чотири категорії для класифікації тропічних циклонів залежно від максимального постійного вітру за 10-хвилинний період, управління цю шкалу називає «міжнародною».
Найнижчою категорією є «тропічна депресія», що характеризується вітрами швидкістю до 33 вузлів (17 м/с). Наступною категорією є «тропічний шторм», що має вітри до від 33 до 47 вузлів (17-24 м/с). Тропічні шторми вже отримують власні імена, що також надаються RSMC Tokyo. Сильніші тропічні циклони із вітрами до 63 вузлів (33 м/с) класифікуються як «жорстокі тропічні шторми». Найсильніші тропічні циклони, із вітрами швидкістю починаючи з 64 вузлів, класифікуються як «тайфуни».
На додаток до «міжнародної» шкали, Метеорологічне управління Японії застосовує також шкалу, призначену для використання в межах Японії. За цією шкалою, тропічний шторм і жорстокий шторм мають назву «тайфуну», а тайфуни (остання категорія міжнародної шкали) поділяють на «сильний тайфун» (64-84 вузлів або 33-43 м/с), «дуже сильний тайфун» (85-104 вузлів або 43-54 м/с) і «жорстокий тайфун» (від 105 вузлів або 54 м/с).
Починаючи з 2009 року, Гонгконзька обсерваторія почала виділяти в межах останньої категорії міжнародної шкали RSMC Tokyo дві додаткові підкатегорії: «жорстокий тайфун» і «супертайфун». Жорстокий тайфун має вітри швидкістю від 80 вузлів (42 м/с), а супертайфун — від 100 вузлів (51 м/c).
Об'єднаний центр попередження про тайфуни США (JTWC) неофіційно класифікує тайфуни з силою від 130 вузлів (67 м/с) — еквівалент категорії 4 за шкалою Саффіра-Сімпсона — як «супертайфуни». Однак, для вимірювання максимального постійного вітру JTWC усереднює швидкість за 1-хвилинний період, як решта агентств США, тобто Центральнотихоокеанський ураганний центр і Національний ураганний центр. Унаслідок цього, показники JTWC вищі за показники JMA, яке застосовує усереднення за 10 хвилин.

## Північний Індійський океан
Тропічні циклони, що формуються між 45° і 100° східної довготи у Північній півкулі, входять до зони відповідальності регіонального спеціалізованого метеорологічного центру в Нью-Делі (RSMC New Delhi), підрозділу Індійського метеорологічного департаменту (IMD). Починаючи з 1998 року RSMC New Delhi використовує шість категорій тропічних циклонів, що засновуються на максимальному постійному вітрі, усередненому за 3-хвилинний період.
Найменшою категорією за класифікацією RSMC New Delhi є «депресія», що характеризується вітрами із швидкістю до 27 вузлів (14,1 м/c). Наступною категорією є «глибока депресія» із максимальними вітрами від 27 до 33 вузлів (14-17 м/с).
Наступною категорією тропічних циклонів є «циклонний шторм», що характеризується максимальними постійними вітрами від 34 до 48 вузлів (17-24 м/с). Якщо тропічний циклон досягає цієї категорії, він отримує від IMD власне ім'я. Це сильніші тропічні циклони, із вітрами від 48 до 63 вузлів (24-33 м/с) класифікуються як «жорстокі циклонні шторми», а тропічні циклони із вітрами від 64 до 119 вузлів (33-61 м/с) класифікуються як «дуже жорстокі циклонні шторми». Остання, максимальна, категорія, «суперциклонний шторм» означає шторм із вітрами швидкістю від 120 вузлів (61 м/с).
До 1988 року тропічні циклони класифікувалися до 4 категорій: «депресія», «глибока депресія», «циклонний шторм» і «жорстокий циклонний шторм». Однак з 1988 року IMD детальніше розділив максимальну категорію, виділивши «дуже жорстокий циклонний шторм» (від 64 вузлів). В 1998 році IMD здійсним ще одну зміну, виділивши «суперциклонний шторм» (від 120 вузлів).

## Південно-східний Індійський океан
Тропічні циклони, що формуються у індійському океані на захід від 90° східної довготи у Південній півкулі входять класифікуються регіональним спеціалізованим метеорологічним центром на Реюньйоні (RSMC La Reunion), підрозділом Метео-Франс. Для класифікації тропічних циклонів, RSMC La Reunion використовує сім категорій, що засновуються на максимальному постійному вітрі, усередненому за 10-хвилиний період.
Найменшою категорію є «тропічне заворушення», що характеризується вітрами до 28 вузлів (14,4 м/с). Наступною категорією є «тропічна депресія» із вітрами від 28 до 33 вузлів (14-17 м/с).
Далі йде «помірний тропічний шторм» із вітрами від 34 до 47 вузлів (17-24 м/с), починаючи з цієї категорії, тропічному циклону надається власне ім'я, за надання якого відповідають субрегіональні метеорологічні центри на Маврикії або Мадагаскарі. Ще сильніші тропічні циклони класифікуються як «жорстокі тропічні шторми» (48-63 вузлів або 24-33 м/с), «тропічні циклони» (64-89 вузлів або 33-46 м/с), «інтенсивні тропічні циклони» (90-115 вузлів або 46-59 м/с) та «дуже інтенсивні тропічні циклони» (від 115 вузлів або 59 м/с).

## Австралійський регіон
Тропічні циклони, що формуються у Південній півкулі, в індійському океані на схід від 90° східної довготи або у Тихому океані, входять до зони відповідальності або австралійського Бюро метеорології (BOM), або метеорологічної служби Фіджі (RSMC Nadi). Обидва центри використовують Австралійську шкалу сили тропічних циклонів, що класифікує їх до шести категорій. Шкала засновується на максимальний постійних вітрах усереднених за 10 хилин та на поривах вітру, що зазвичай на 30-40 % сильніші. Загалом, зона відповідальності RSMC Nadi включає територію на схід від 160° східної широти, зона відповідальності центру попередження тропічних циклонів у Джакарті включає територію на північ від 10° південної широти і між 90° і 125° східної довготи, за решту басейну відповідає BOM..
Найменшою категорією є «тропічне пониження» («тропічне заворушення», якщо класифікується RSMC Nadi, або «тропічна депресія», якщо класифікується центром у Джакарті), що характеризується постійними вітрами до 34 вузлів (17 м/с).
Тропічні циклони з постійними вітрами від 34 вузлів (17 м/с) отримують власні імена від одного з вищеназваних центрів та класифікуються як «тропічні циклони». Тропічні циклони з постійними вітрами від
48 до 63 вузлів (24-33 м/с) класифікуються до другої категорії, від 64 до 85 вузлів (33-44 м/с) до третьої та отримують назву «жорстокого тропічного циклону». Наступними категоріями є четверта (86-107 вузлів або 44-55 м/с) і п'ята (від 151 вузлів або 78 м/с).

## Порівняння між басейнами
Нижче наведено короткий звіт класифікацій тропічних циклонів у залежності від максимальної постійної швидкості вітру, що використовуються різними регіональними спеціалізованими метеорологічними центрами:
| Класифікація тропічних циклонів | Класифікація тропічних циклонів      | Класифікація тропічних циклонів | Класифікація тропічних циклонів   | Класифікація тропічних циклонів | Класифікація тропічних циклонів | Класифікація тропічних циклонів | Класифікація тропічних циклонів | Класифікація тропічних циклонів                   |
| Шкала Бофорта                   | Постійний вітер за 10 хвилин, вузлів | Пн. Індійський океан IMD        | Пд.-зх. Індійський океан MF       | Австралія BOM                   | Пд.-зх. Тихий океан FMS         | Пн.-зх. Тихий океан JMA         | Пн.-зх. Тихий океан JTWC        | Пн.-сх. Тихий і Пн. Атлантичний океани NHC і CPHC |
| ------------------------------- | ------------------------------------ | ------------------------------- | --------------------------------- | ------------------------------- | ------------------------------- | ------------------------------- | ------------------------------- | ------------------------------------------------- |
| 0-6                             | <28                                  | Депресія                        | Тропічне заворушення              | Тропічне пониження              | Тропічна депресія               | Тропічна депресія               | Тропічна депресія               | Тропічна депресія                                 |
| 7                               | 28-33                                | Глибока депресія                | Тропічна депресія                 | Тропічне пониження              | Тропічна депресія               | Тропічна депресія               | Тропічна депресія               | Тропічна депресія                                 |
| 8–9                             | 34–47                                | Циклонний шторм                 | помірний циклонний шторм          | Тропічний циклон (1)            | Тропічний циклон (1)            | Тропічний шторм                 | Тропічний шторм                 | Тропічний шторм                                   |
| 10                              | 48–55                                | Жорстокий циклонний шторм       | Жорстокий тропічний шторм         | Тропічний циклон (2)            | Тропічний циклон (2)            | Жорстокий тропічний шторм       | Тропічний шторм                 | Тропічний шторм                                   |
| 11                              | 56–63                                | Жорстокий циклонний шторм       | Жорстокий тропічний шторм         | Тропічний циклон (2)            | Тропічний циклон (2)            | Жорстокий тропічний шторм       | Тропічний шторм                 | Тропічний шторм                                   |
| 12                              | 64–72                                | Дуже жорстокий циклонний шторм  | Тропічний циклон                  | Жорстокий тропічний циклон (3)  | Жорстокий тропічний циклон (3)  | Тайфун                          | Тайфун                          | Ураган (1)                                        |
| 13                              | 73–85                                | Дуже жорстокий циклонний шторм  | Тропічний циклон                  | Жорстокий тропічний циклон (3)  | Жорстокий тропічний циклон (3)  | Тайфун                          | Тайфун                          | Hurricane (2)                                     |
| 14                              | 86–89                                | Дуже жорстокий циклонний шторм  | Тропічний циклон                  | Жорстокий тропічний циклон (4)  | Жорстокий тропічний циклон (4)  | Тайфун                          | Тайфун                          | Сильний ураган (3)                                |
| 15                              | 90–99                                | Дуже жорстокий циклонний шторм  | Інтенсивний тропічний циклон      | Жорстокий тропічний циклон (4)  | Жорстокий тропічний циклон (4)  | Тайфун                          | Тайфун                          | Сильний ураган (3)                                |
| 16                              | 100–106                              | Дуже жорстокий циклонний шторм  | Інтенсивний тропічний циклон      | Жорстокий тропічний циклон (4)  | Жорстокий тропічний циклон (4)  | Тайфун                          | Тайфун                          | Сильний ураган (4)                                |
| 17                              | 107-114                              | Дуже жорстокий циклонний шторм  | Інтенсивний тропічний циклон      | Жорстокий тропічний циклон (5)  | Жорстокий тропічний циклон (5)  | Тайфун                          | Тайфун                          | Сильний ураган (4)                                |
| 17                              | 115–119                              | Дуже жорстокий циклонний шторм  | Дуже інтенсивний тропічний циклон | Жорстокий тропічний циклон (5)  | Жорстокий тропічний циклон (5)  | Тайфун                          | Супертайфун                     | Сильний ураган (4)                                |
| 17                              | >120                                 | Суперциклонний шторм            | Дуже інтенсивний тропічний циклон | Жорстокий тропічний циклон (5)  | Жорстокий тропічний циклон (5)  | Тайфун                          | Супертайфун                     | Сильний ураган (5)                                |

## Альтернативні шкали
Існують й інші шкали тропічних циклонів, що не використовуються офіційно регіональними спеціалізованими метеорологічними центрами, хоча деякі з них й використовуються іншими організаціями, наприклад Національним управлінням океанічних і атмосферних досліджень США (NOAA).
Прикладом такої шкали є Інтегрирований індекс кінетичної енергії, що вимірює руйнівний потенціал штормового припливу, викликаного тропічним циклоном. Він має шестирівневу шкалу від 1 (найслабіший) до 6 (найсильніший).
Інший прикладом є Повна енергія циклону (англ. Accumulated Cyclone Energy, ACE), що розраховується на основі квадрата максимального постійного вітру за 6-годинний інтервал для тропічних циклонів із постійними вітрами понад 35 вузлів. Дані зазвичай наводяться в одиницях 104 kt2. Подібною шкалою є Індекс розсіювання енергії (англ. Power Dissipation Index, PDI), що розраховується як куб максимальних постійних вітрів.
Ще одною альтернативною шкалою є Індекс жорстокості урагану (англ. Hurricane Severity Index, HSI), що використовується для тропічних і субтропічних циклонів і засновується як на швидкості вітрів, так і на розмірі циклону. HSI розраховується на шкалі від 0 до 50 як сума індексів швидкості вітру від 0 до 25 і індексу розміру циклону, також від 0 до 25 Points are awarded on a sliding scale, with the majority of points reserved for hurricane force and greater wind fields..

## Вимірювання на різних висотах
Рекомендоване Всесвітньою метеорологічною організацією (WMO) визначення максимальних постійних вітрів, яке застосовується більшістю метеорологічних служб світу, вимагає усереднення швидкості вітру на висоті 10 м над поверхнею за 10-хвилинний період. Проте, шкала ураганів Саффіра-Сімпсона засновується на швидкості вітру, усередненій за 1-хвилинний період на висоті 10 м над поверхнею, а Індійський метеорологічний департамент усереднює дані за 3-хвилинний період. Часто для переводу максимального постійного вітру від американської (за 1 хвилину) до міжнародної шкали (за 10 хвилин) використовується приблизний множник 0,88.